# Warren Beatty
Henry Warren Beatty (n. 30 martie 1937) este un actor, producător de film și regizor american de film, fratele mai mic (cu trei ani) al actriței Shirley MacLaine.

## Biografie

### Relații

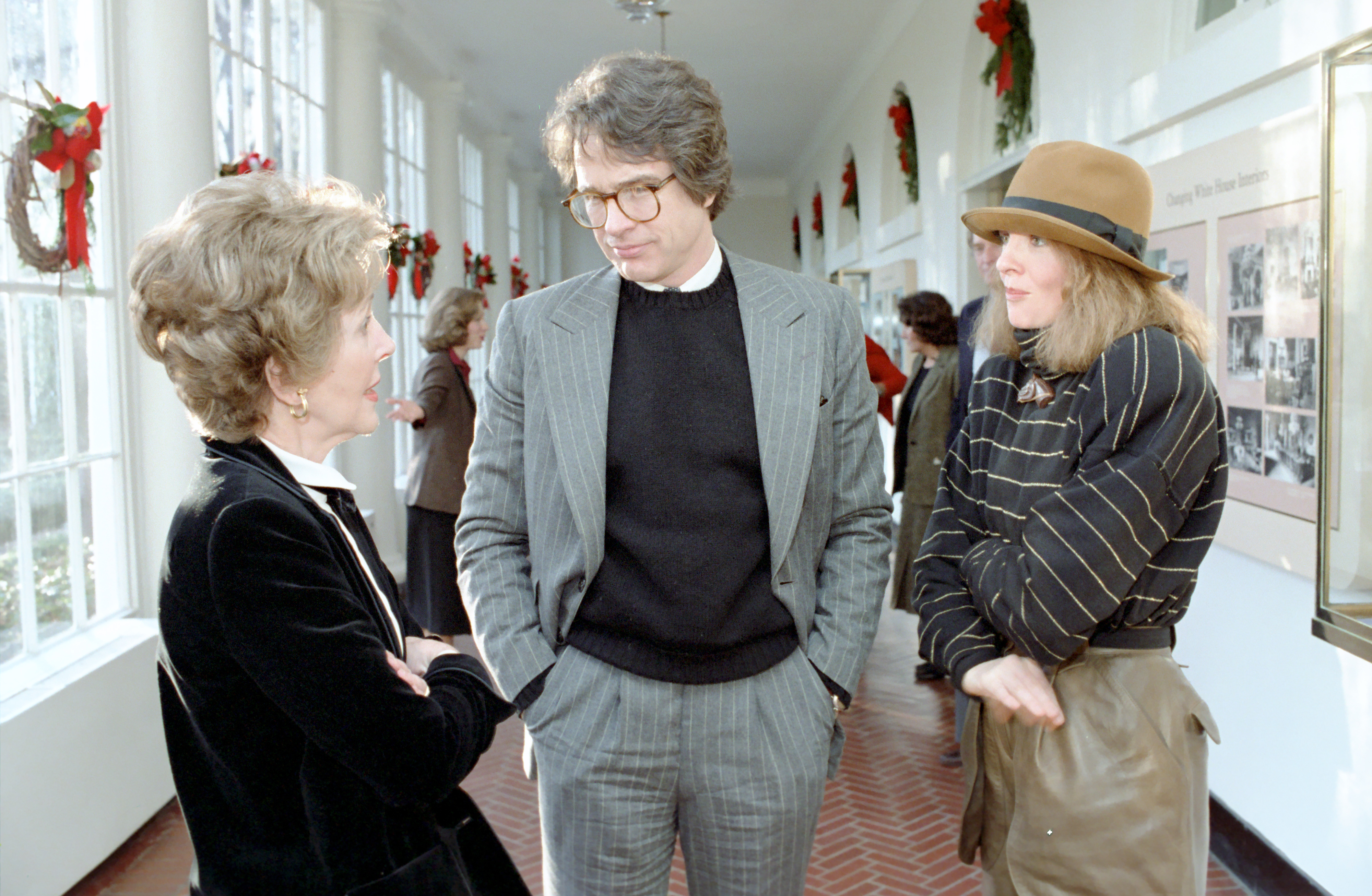
Warren Beatty și Diane Keaton la Casa Albă alături de Nancy Reagan, 1981

Beatty este căsătorit cu actrița Annette Bening din 1992. Au împreună patru copii.
Înainte de a se căsători cu Bening, Beatty era cunoscut pentru numărul mare de relații romantice, fiind legat de peste 100 de vedete feminine. Leslie Caron a spus că „Warren a avut întotdeauna prietene care semănau cu sora lui”. Cher a declarat că „Warren a fost cu toată lumea pe care o cunosc”. Următoarele femei s-ar fi întâlnit cu Beatty:
- Tracey Adams[9]
- Isabelle Adjani[10]
- Carol Alt[11]
- Eve Babitz[12]
- Diane Baker[13]
- Brigitte Bardot[10]
- Justine Bateman[10]
- Candice Bergen[10]
- Sallie Blair[14]
- Colleen Brennan[15]
- Bebe Buell[16]
- Maria Callas[17]
- Claudia Cardinale[13]
- Judy Carne[11]
- Leslie Caron[10]
- Cher[10]
- Greta Chi[13]
- Julie Christie[10]
- Connie Chung[10]
- Marina Cicogna[18]
- Pat Cleveland[19]
- Joan Collins[10]
- Janice Dickinson[20]
- Vikki Dougan[21]
- Nancy Dussault[13]
- Carole Eastman[13]
- Samantha Eggar[13]
- Britt Ekland[10]
- Prințesa Elizabeta a Iugoslaviei[13]
- Morgan Fairchild[20]
- Jane Fonda[10]
- Germaine Greer[22]
- Melanie Griffith[11]
- Dayle Haddon[23]
- Daryl Hannah[20]
- Barbara Harris[13]
- Goldie Hawn[10]
- Brooke Hayward[23]
- Joey Heatherton[13]
- Lillian Hellman[11]
- Margaux Hemingway[23]
- Barbara Hershey[20]
- Elizabeth Hubbard[13]
- Joyce Hyser[24]
- Iman[20]
- Kate Jackson[10]
- Christine Kaufmann[25]
- Diane Keaton[10]
- Christine Keeler[26]
- Jacqueline Kennedy[11]
- Carole King[24]
- Sylvia Kristel[17]
- Diane Ladd[13]
- Vivien Leigh[11]
- Charlotte Lewis[20]
- Ali MacGraw[27]
- Elle Macpherson[10]
- Madonna[10]
- Carole Mallory[13]
- Prințesa Margaret[11]
- Diane McBain[28]
- Linda McCartney[29]
- Kelly McGillis[30]
- Marisa Mell[31]
- Barbara Minty[17]
- Joni Mitchell[10]
- Sharon Mitchell[32]
- Constance Money[33]
- Mary Tyler Moore[10]
- Stacey Nelkin[34]
- Christina Onassis[35]
- Bernadette Peters[13]
- Michelle Phillips[10]
- Maya Plisetskaya[13]
- Juliet Prowse[13]
- Suze Randall[36]
- Vanessa Redgrave[37]
- Diana Ross[11]
- Jessica Savitch[38]
- Diane Sawyer[10]
- Serena[33]
- Stephanie Seymour[11]
- Cynthia Sikes[39]
- Carly Simon[11]
- Lori Singer[40]
- Susan Sontag[41]
- Inger Stevens[24]
- Stella Stevens[13]
- Alexandra Stewart[13]
- Susan Strasberg[13]
- Barbra Streisand[10]
- Annette Stroyberg[42]
- Dewi Sukarno[23]
- Twiggy[13]
- Kathleen Tynan[13]
- Liv Ullman[37]
- Mamie Van Doren[10]
- Diane von Fürstenberg[43]
- Veruschka von Lehndorff[44]
- Raquel Welch[11]
- Lana Wood[38]
- Natalie Wood[11]

## Filmografie
| Ab        | Film                            | Rol                          | Note |
| --------- | ------------------------------- | ---------------------------- | --- |
| 1957      | Studio One in Hollywood         | First Card Player            | episodul: The Night America Trembled |
| 1957      | Suspicion (TV series)           | Boy                          | episodul: Heartbeat |
| 1959-1960 | The Many Loves of Dobie Gillis  | Milton Armitage              | 5 episoade |
| 1960      | Alcoa Presents: One Step Beyond | Harry Grayson                | episodul: The Visitor |
| 1961      | Splendor in the Grass           | Bud Stamper                  | Golden Globe Award for New Star of the Year – Actor (shared with Richard Beymer and Bobby Darin) Nominalizare – Golden Globe Award for Best Actor – Motion Picture Drama |
| 1961      | The Roman Spring of Mrs. Stone  | Paolo di Leo                 | |
| 1962      | All Fall Down                   | Berry-Berry Willart          | |
| 1964      | Lilith                          | Vincent Bruce                | |
| 1965      | Mickey One                      | Mickey One                   | |
| 1965      | Promise Her Anything            | Harley Rummell               | |
| 1966      | Kaleidoscope                    | Barney Lincoln               | |
| 1967      | Bonnie and Clyde                | Clyde Barrow                 | (also producer) David di Donatello Award for Best Foreign Actor (tied with Spencer Tracy for Guess Who's Coming to Dinner) Kansas City Film Critics Circle Award for Best Film Laurel Award for Top Action-Drama Film National Society of Film Critics Award for Best Film (2nd place) Nominalizare-Academy Award for Best Actor Nominalizare-Academy Award for Best Picture Nominalizare-BAFTA Award for Best Foreign Actor Nominalizare-Golden Globe Award for Best Motion Picture – Drama |
| 1970      | The Only Game in Town           | Joe Grady                    | |
| 1971      | McCabe & Mrs. Miller            | John McCabe                  | |
| 1971      | $                               | Joe Collins                  | |
| 1974      | The Parallax View               | Joseph Frady                 | |
| 1975      | Shampoo                         | George Roundy                | (also writer and producer) Writers Guild of America Award for Best Original Screenplay National Society of Film Critics Award for Best Screenplay (shared with Robert Towne) Nominalizare-Academy Award For Best Original Screenplay (shared with Robert Towne) Nominalizare-Golden Globe Award for Best Motion Picture – Musical or Comedy |
| 1975      | The Fortune                     | Nicky Wilson                 | |
| 1978      | Heaven Can Wait                 | Joe Pendleton                | (also producer, director, and writer) Golden Globe Award for Best Motion Picture - Musical or Comedy Golden Globe Award for Best Actor – Motion Picture Musical or Comedy Saturn Award for Best Fantasy Film Saturn Award for Best Actor Saturn Award for Best Writing (shared with Elaine May) Writers Guild of America Award for Best Adapted Screenplay (shared with Elaine May) Nominalizare-Academy Award for Best Actor Nominalizare-Academy Award for Best Picture Nominalizare-Academy Award for Best Director (shared with Buck Henry) Nominalizare-Academy Award for Best Adapted Screenplay (shared with Elaine May) Nominalizare-Directors Guild of America Award for Outstanding Directing – Feature Film (shared with Buck Henry) Nominalizare-Saturn Award for Best Direction (shared with Buck Henry) |
| 1981      | Reds                            | John Reed                    | (also producer, director, and writer) Academy Award for Best Director American Movie Award Special Marquee David di Donatello Award for Best Foreign Producer Directors Guild of America Award for Outstanding Directing – Feature Film Golden Globe Award for Best Director Los Angeles Film Critics Association Award for Best Film (runner-up) Los Angeles Film Critics Association Award for Best Director Los Angeles Film Critics Association Award for Best Screenplay (2nd place, shared with Trevor Griffiths) National Board of Review Award for Best Director New York Film Critics Circle Award for Best Film New York Film Critics Circle Award for Best Director (runner-up) Writers Guild of America Award for Best Original Screenplay (shared with Trevor Griffiths) Nominalizare-Academy Award for Best Actor Nominalizare-Academy Award for Best Picture Nominalizare-Academy Award for Best Original Screenplay (shared with Trevor Griffiths) Nominalizare-BAFTA Award for Best Actor in a Leading Role Nominalizare-Golden Globe Award for Best Actor – Motion Picture Drama Nominalizare-Golden Globe Award for Best Screenplay (shared with Trevor Griffiths) Nominalizare-Golden Globe Award for Best Motion Picture – Drama |
| 1987      | Ishtar                          | Lyle Rogers                  | (also producer) Nominalizare-Razzie Award for Worst Picture |
| 1990      | Dick Tracy                      | Dick Tracy                   | (also director and producer) Nominalizare-Golden Globe Award for Best Motion Picture – Musical or Comedy Nominalizare-Saturn Award for Best Actor Nominalizare-Silver Ribbon Award for Best Foreign Director |
| 1991      | Bugsy                           | Bugsy Siegel                 | (also producer) Golden Globe Award for Best Motion Picture - Drama Los Angeles Film Critics Association Award for Best Actor (2nd place) Los Angeles Film Critics Association Award for Best Film National Board of Review Award for Best Actor National Society of Film Critics Award for Best Actor (2nd place) Nominalizare-Academy Award for Best Actor Nominalizare-Academy Award for Best Picture (shared with Mark Johnson and Barry Levinson) Nominalizare-Chicago Film Critics Association Award for Best Actor Nominalizare-Golden Globe Award for Best Actor – Motion Picture Drama |
| 1994      | Love Affair                     | Mike Gambril                 | (also writer and producer) Nominalizare-Razzie Award for Worst Prequel, Remake, Rip-off or Sequel |
| 1998      | Bulworth                        | Sen. Jay Billington Bulworth | (also writer, director, and producer) Los Angeles Film Critics Association Award for Best Screenplay (shared with Jeremy Pikser) Nominalizare-Academy Award for Best Original Screenplay (shared with Jeremy Pikser) Nominalizare-Chicago Film Critics Association Award for Best Screenplay (shared with Jeremy Pikser) Nominalizare-Golden Globe Award for Best Screenplay Nominalizare-Golden Globe Award for Best Motion Picture – Musical or Comedy Nominalizare-Golden Globe Award for Best Actor – Motion Picture Musical or Comedy Nominalizare-Satellite Award for Best Actor – Motion Picture Musical or Comedy Nominalizare-Writers Guild of America Award for Best Original Screenplay (shared with Jeremy Pikser) Nominalizare-Venice Film Festival Award for Best Film |
| 2001      | Town & Country                  | Porter Stoddard              | Nominalizare-Razzie Award for Worst Director (shared with Peter Chelsom) |
| 2015      | Untitled Warren Beatty project  | Howard Hughes                | Filmare, (also director and writer) |